# R-Bajonett

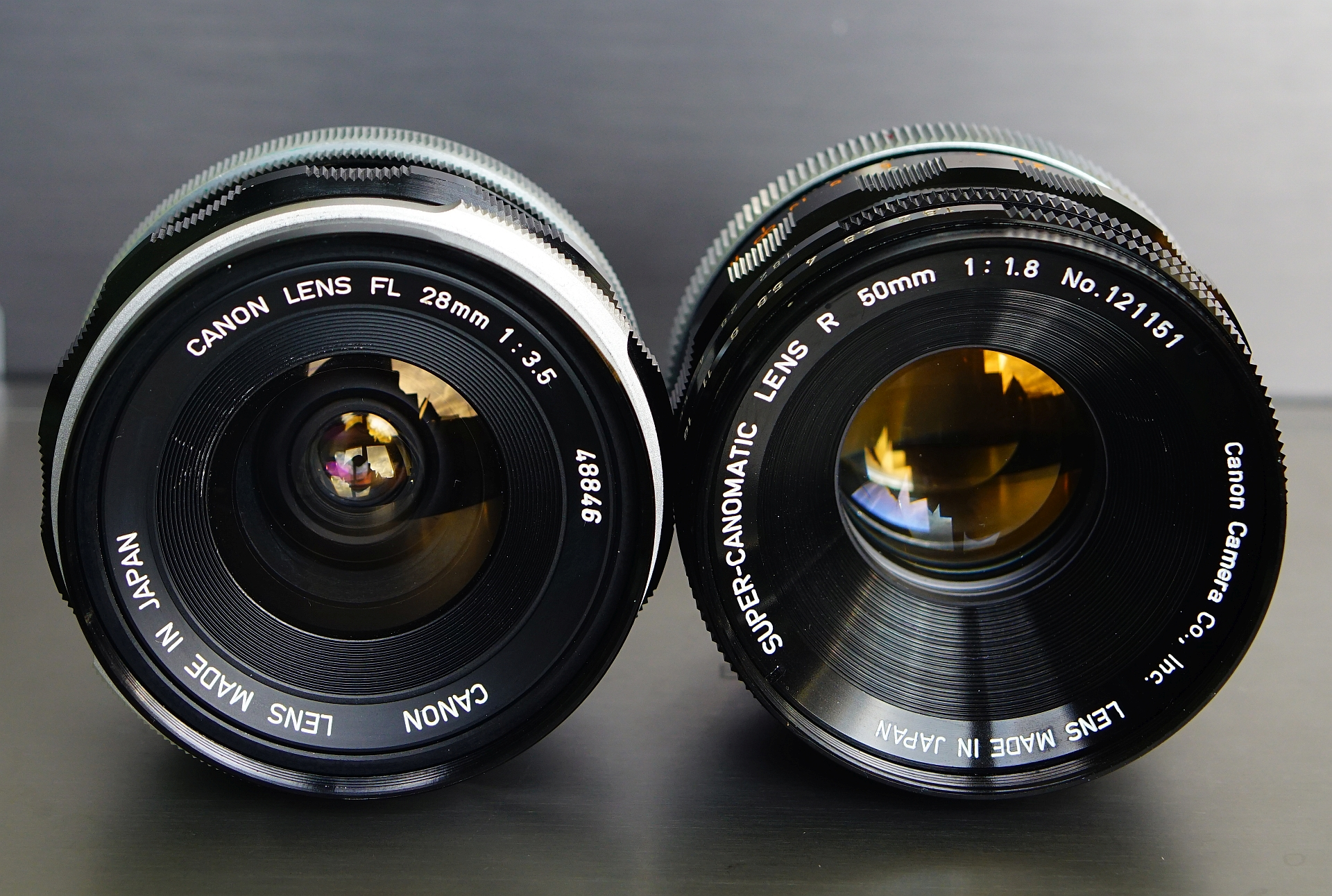
R-Objektiv (rechts) im Vergleich zum FL-Objektiv (links)

Das Canon R-Bajonett ist ein Objektiv-Anschluss für Canon Kleinbild-Spiegelreflexkameras, der später zum FL-Bajonett und schließlich zum FD-Bajonett weiterentwickelt wurde. Das R-Bajonett selbst besitzt keine Übertragungselemente, Canomatic und Super-Canomatic ergänzten eine halbautomatische bzw. vollautomatische Springblendenfunktion.

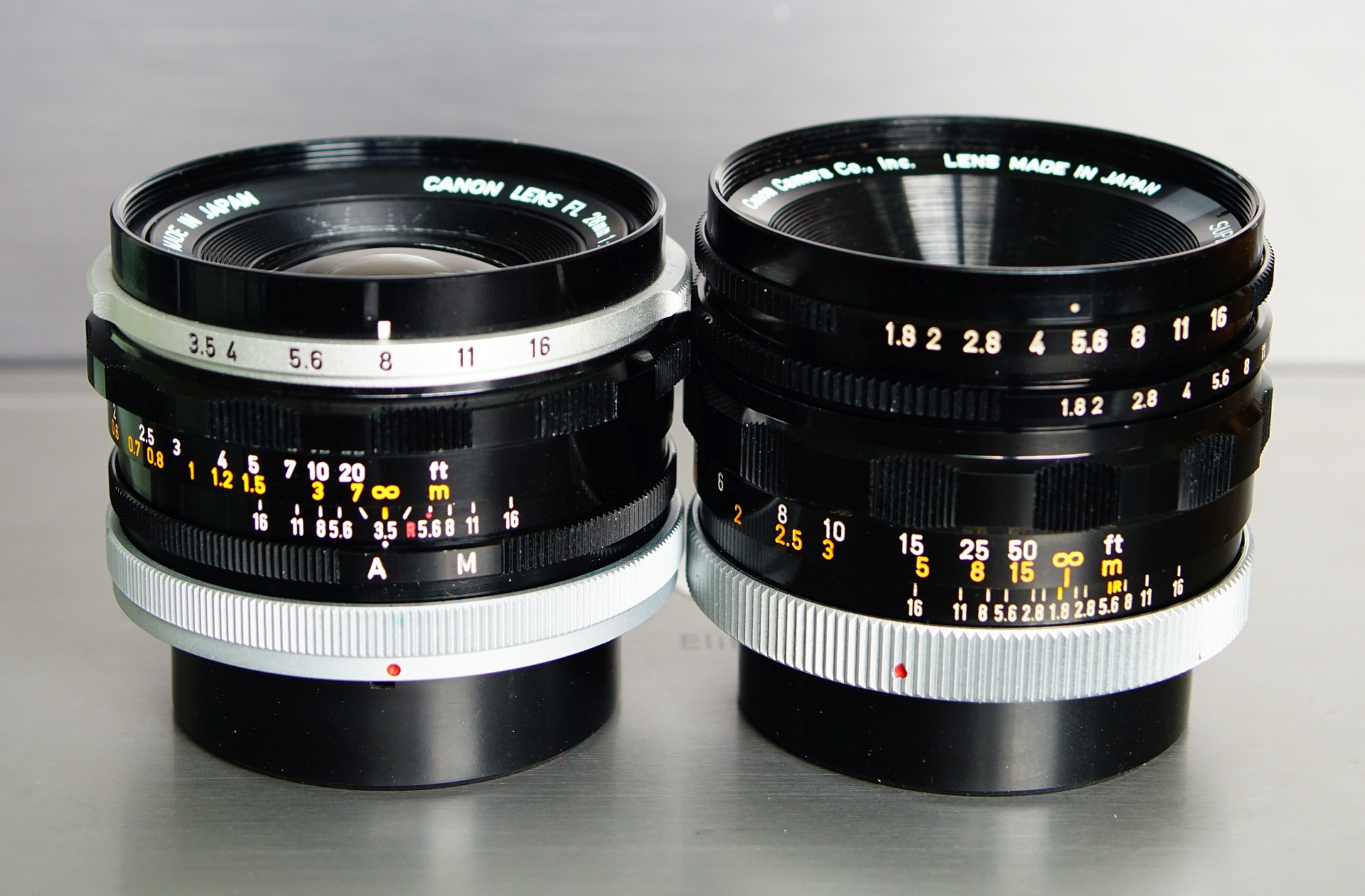
R-Objektiv (rechts) im Vergleich zum FL-Objektiv (links)

## R-Bajonett

### Zeitraum
Das Canon R-Bajonett erschien im Mai 1959 und damit praktisch zeitgleich mit dem F-Bajonett des Konkurrenten Nikon. Das 1964 herausgekommene FL-Bajonett löste es ab. Einige Teleobjektive blieben aber noch bis Ende der 1960er Jahre im Programm.

### Konstruktion
Das R-Bajonett besitzt keine Übertragungselemente, es stellt nur eine Befestigung des Objektivs an der Kamera dar. Im Gegensatz zu den Konstruktionen anderer Hersteller handelt es sich um ein Außenbajonett, was bedeutet, dass beim Ansetzen ein Überwurf gedreht wird, der das Objektiv an der Kamera festklemmt. Canon bewarb dies mit dem Vorteil, dass die für den präzisen Abstand zuständigen Flächen nicht gegeneinander reiben und sich so nicht abnutzen, ging 1987 aber mit dem EF-Bajonett auf das allgemein übliche Innenbajonett über. Der Überwurfring muss zum Befestigen etwa ¼ Umdrehung im Uhrzeigersinn gedreht werden.
Das Auflagemaß ist mit 42 mm für ein Kleinbild-Spiegelreflex-System recht klein. Der Innendurchmesser ist mit 48 mm größer als beim weit verbreiteten M 42-Objektivgewinde.

### Kameras
Für den R-Anschluss bot Canon folgende Kameras an:
- 1959: Canonflex
- 1960: Canonflex RP
- 1960: Canonflex R 2000
- 1962: Canonflex RM

Mit Ausnahme der RM ist in diesen Kameras noch keine Belichtungsmessung eingebaut, und auch bei der RM ist der Belichtungsmesser nur mit dem Verschlusszeitenrad gekoppelt, die Blende muss manuell auf das Objektiv übertragen werden.

### Kompatibilität
Die Objektive des R-Bajonetts können auch an den späteren Kameras für FL- und FD-Objektive benutzt werden. Die Belichtungsmessung muss dann bei Arbeitsblende erfolgen.

## Canomatic

### Canomatic
R-Objektive mit der einfachen Canomatic haben einen Stift als Übertragungselement, auf den während der Aufnahme ein kameraseitiger Hebel drückt. Dann blendet das Objektiv auf den vorgewählten Blendenwert ab. Der Mechanismus muss vor jedem Abblenden manuell am Objektiv gespannt werden.

### Super-Canomatic

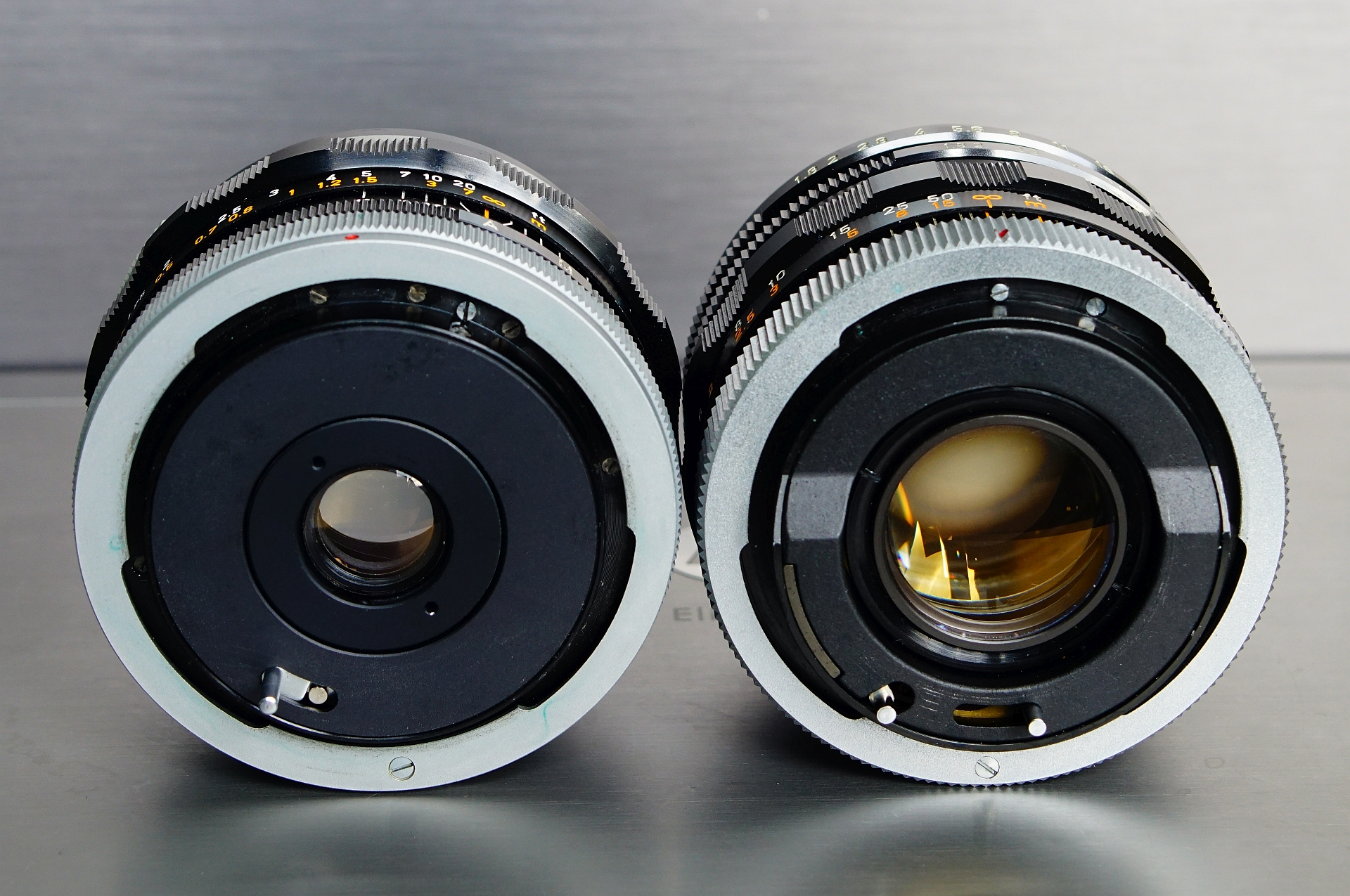
Super-Canomatic (rechts) im Vergleich zum FL-Anschluss (links)

R-Objektive mit Super-Canomatic haben zwei Übertragungselemente, zum Stift der einfachen Canomatic kommt noch ein Hebel hinzu, durch den die Kamera den Mechanismus während des Filmtransports aufziehen kann, um so eine vollautomatische Springblende zu erhalten. Man kann den Hebel aber auch von Hand bewegen, um ein Objektiv an eine bereits gespannte Kamera anzusetzen.

### Kompatibilität
Die Canomatic arbeitet ausschließlich mit den Canonflex-Kameras zusammen. Das nachfolgende Canon FL-Bajonett verwendet für die Springblende ein anderes System. Man kann aber Canomatic-Objektive an Kameras für das FL-Bajonett verwenden. Dies gilt auch für die Super Canomatic, da der Springblendenhebel sich in entgegengesetzter Richtung zum Aufzugshebel bewegt. Da alle Canomatic-Objektive zwei Blendenringe haben, kann man an Kameras mit dem FL-Bajonett mit dem einen Ring die Blende vorwählen und mit dem andern Ring zwischen Offen- und Arbeitsblende umschalten.

## R-Objektive
Beim Erscheinen der ersten Canonflex im Mai 1959 beschränkte sich das Programm auf zwei Objektive mit 50 mm und 135 mm Brennweite. Der Telebereich wurde nach und nach ausgebaut, an Weitwinkelobjektiven erschien aber lediglich das 35 mm im August 1960. Obwohl der Konkurrent Nikon mehrere Weitwinkel im Programm hielt, kamen größere Bildwinkel erst mit dem FL-Bajonett. Bei Canon dachte man nämlich, dass Weitwinkelobjektive auch weiterhin nur an Sucherkameras verwendet werden. Bei Spiegelreflexkameras müssen Weitwinkelobjektive mit 35 mm oder geringerer Brennweite als Retrofokus-Konstruktion gebaut werden, wenn der Sucher nutzbar bleiben soll. Dies erfordert deutlich mehr Aufwand, will man keine Einbußen bei der Bildqualität hinnehmen.

### Spezielle Objektive
Für das R-Bajonett stellte Canon sein erstes Zoomobjektiv vor, das R 55-135 mm f/3,5.

### Tabellen aller Objektive

#### Feste Brennweiten
| Objektivbezeichnung | Linsen | Gruppen | größter Blendenwert | Blenden- lamellen | Naheinstell- grenze | Filter  | Durch- messer | Länge      | Gewicht | Debüt        |
| ------------------- | ------ | ------- | ------------------- | ----------------- | ------------------- | ------- | ------------- | ---------- | ------- | ------------ |
| R 35 mm f/2,5       | 7      | 5       | 16                  | 6                 | 0,4 m               | 58 mm   | 64,5 mm       | 57 mm      | 317 g   | August 1960  |
| R 50 mm f/1,8 I     | 6      | 4       | 16                  | 6                 | 0,6 m               | 58 mm   | 64,5 mm       | 47,5 mm    | 295 g   | May 1959     |
| R 50 mm f/1,8 II    | 6      | 4       | 16                  | 6                 | 0,6 m               | 58 mm   | 64,5 mm       | 47,5 mm    | 305 g   | August 1960  |
| R 50 mm f/1,8 III   | 6      | 4       | 16                  | 6                 | 0,6 m               | 58 mm   | 64,5 mm       | 47,5 mm    | 305 g   | April 1963   |
| R 58 mm f/1,2 th    | 7      | 5       | 16                  | 8                 | 0,6 m               | 58 mm   | 64,5 mm       | 52,8 mm    | 432 g   | Februar 1962 |
| R 85 mm f/1,9       | 6      | 4       | 22                  | 8                 | 1 m                 | 58 mm   | 63 mm         | 74,5 mm    | 355 g   | Januar 1960  |
| R 85 mm f/1,8       | 5      | 4       | 22                  | 8                 | 1 m                 | 58 mm   | 64,5 mm       | 55,5 mm    | 470 g   | Oktober 1961 |
| R 100 mm f/2 I      | 6      | 4       | 22                  | 6                 | 1 m                 | 58 mm   | 58 mm         | 83 mm      | 570 g   | April 1961   |
| R 100 mm f/2 II     | 6      | 4       | 22                  | 6                 | 1 m                 | 58 mm   | 58 mm         | 83 mm      | 570 g   | Mai 1963     |
| R 135 mm f/2,5      | 6      | 4       | 16                  | 6                 | 1,5 m               | 58 mm   | 68 mm         | 103,5 mm   | 630 g   | Februar 1960 |
| R 135 mm f/3,5 I    | 4      | 3       | 22                  | 10                | 1,5 m               | 48 mm   | 60,5 mm       | 86,5 mm    | 370 g   | Mai 1959     |
| R 135 mm f/3,5 II   | 4      | 3       | 22                  | 10                | 1,5 m               | 48 mm   | 60,5 mm       | 86,5 mm    | 370 g   | Juli 1961    |
| R 200 mm f/3,5      | 5      | 4       | 22                  | 8                 | 1 m                 | 58 mm   | 64,5 mm       | 104,5 mm   | 670 g   | Mai 1959     |
| R 300 mm f/4 z1     | 5      | 4       | 22                  |                   | 1,5 m               | 48 mm h | 91 mm k       | 135,4 mm k | 1200 g  | Januar 1960  |
| R 400 mm f/4,5 z1   | 5      | 4       | 22                  |                   | 3,1 m               | 48 mm h | 100 mm k      | 208,4 mm k | 1700 g  | Januar 1960  |
| R 600 mm f/5,6 z2   | 2      | 1       | 32                  |                   | 6,4 m               | 48 mm h | 118 mm k      | 384 mm k   | 2100 g  | Januar 1960  |
| R 800 mm f/8 z2     | 2      | 1       | 32                  |                   | 13,5 m              | 48 mm h | 112 mm k      | 566 mm k   | 1900 g  | Januar 1960  |
| R 1000 mm f/11 z2   | 2      | 1       | 32                  |                   | 21 m                | 48 mm h | 100 mm k      | 718 mm k   | 1800 g  | Januar 1960  |

#### Zoomobjektiv
| Objektivbezeichnung  | Typ      | Linsen | Gruppen | größter Blendenwert | Blenden- lamellen | Naheinstell- grenze | Filter | Durch- messer | Länge  | Gewicht | Debüt         |
| -------------------- | -------- | ------ | ------- | ------------------- | ----------------- | ------------------- | ------ | ------------- | ------ | ------- | ------------- |
| FL 55 - 135 mm f/3,5 | Drehzoom | 15     | 10      | 22                  | 8                 | 2 m                 | 58 mm  | 69 mm         | 140 mm | 790 g   | Dezember 1963 |